# Peschmerga
Peschmerga (kurdisch پێشمەرگە Pêşmerge, aus پێش / pêş „nach vorn“ und مەرگە / merg „Tod“; frei übersetzt: „Die dem Tod ins Auge Sehenden“) bezeichnet die Streitkräfte der Autonomen Region Kurdistan im Irak. Dieser kurdische Begriff existiert seit den 1880er Jahren. Als Peschmerga bezeichnen sich auch die bewaffneten Einheiten der politischen Parteien Komalah und PDK-I im Iran, ebenso wie die Einheiten mehrerer kurdischer Parteien in Syrien.

## Name
Da die Peschmerga in den sorani- und kurmandschisprachigen Gebieten der Autonomen Region Kurdistan leben, gibt es zwei Schreibweisen für den Begriff. Im Kurmandschi wird der Begriff Pêşmerge und im Sorani پێشمەرگە geschrieben. Der Begriff besteht aus den zwei kurdischen Wörtern pês (für nach vorn) und merg (für Tod) und lässt sich durch Die zum Tod Bereiten interpretieren. Vermehrt wird der Name in den internationalen Medien mit Die dem Tod ins Auge Sehenden übersetzt. In den kurdischen Medien findet man auch häufig die Bezeichnung هێزی پێشمەرگە / Hêzên Pêşmerge (für Partisanenarmee).

## Geschichte

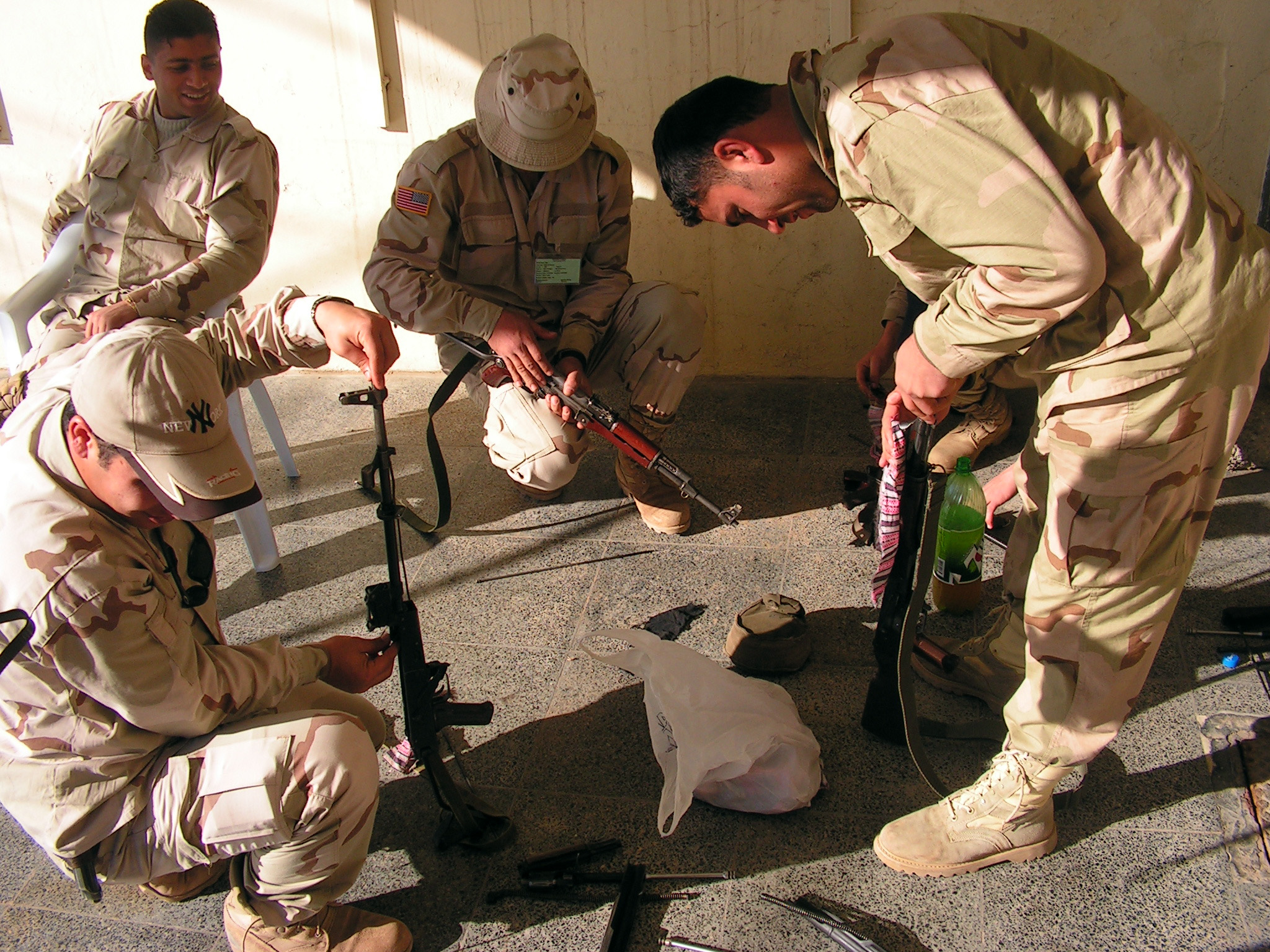
Peschmerga und US-Soldaten bei der Reinigung ihrer Ausrüstung in Erbil 2005

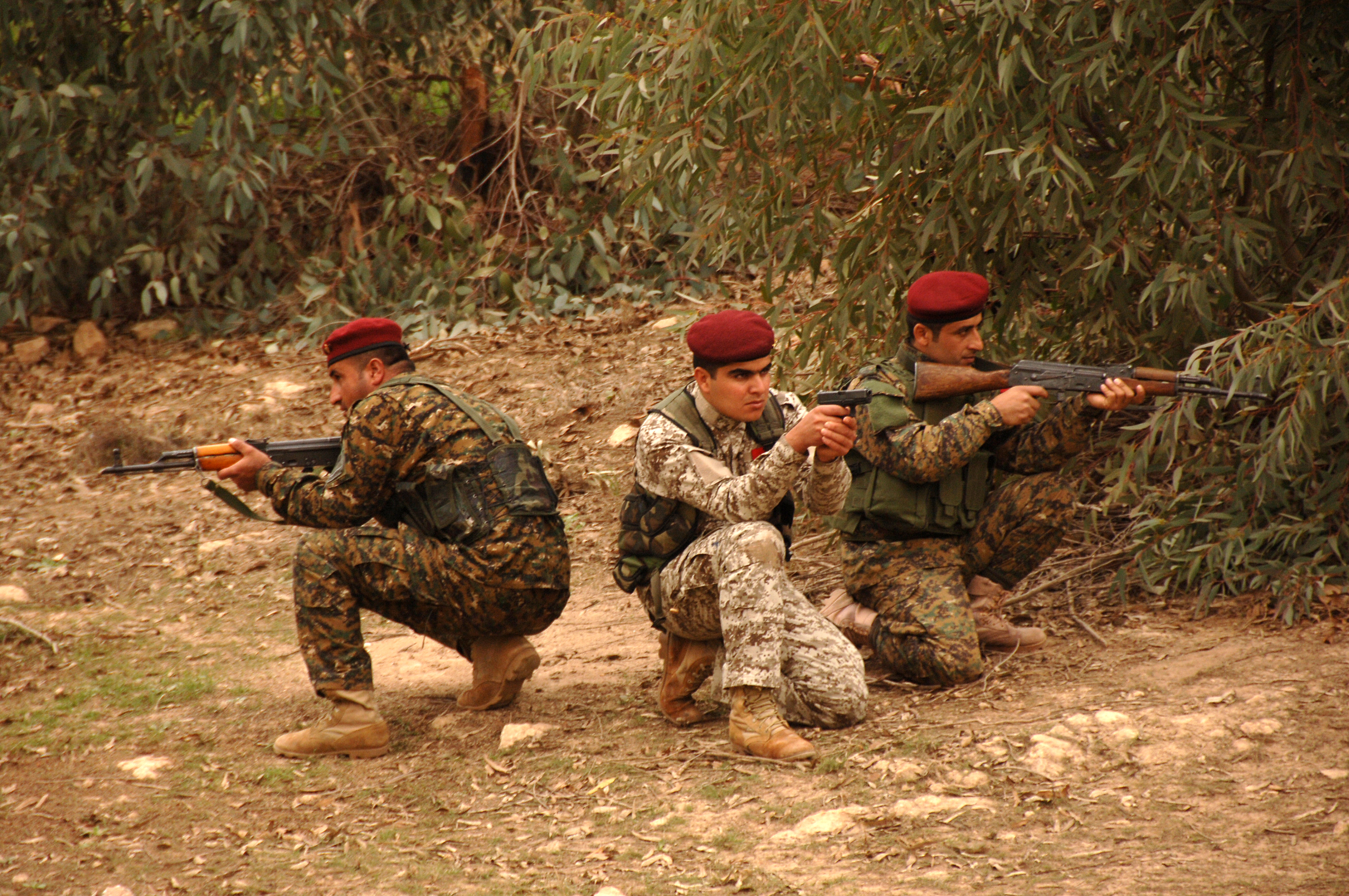
Peschmerga während des Trainings in Marez nahe Mossul 2010

Die historischen Wurzeln der Peschmerga reichen zurück bis in die Zeit des Unterganges des Osmanischen Reiches sowie der Kadscharen-Dynastie, die sich bis in die 1920er Jahre hinein die Herrschaft über das Gebiet der Kurden aufgeteilt hatten. In dieser Zeit erstarkte die kurdische Unabhängigkeitsbewegung, deren Wurzeln wiederum bis in die 1890er Jahre zurückverfolgt werden können, und es wurden erste Einheiten bewaffneter Kämpfer der Peschmerga aufgestellt.
Der Begriff Peschmerga wurde allerdings erst von dem kurdischen Politiker und Intellektuellen Ibrahim Ahmed geprägt, der zunächst die Demokratische Partei Kurdistans, dann später die Patriotische Union Kurdistans mitbegründete. Seither hat sich der Name für die meisten Kämpfer der kurdischen Parteien und Organisationen etabliert. Damit kann er sich also auf die Kombattanten von ideologisch völlig unterschiedlichen Parteien beziehen, wie die Einheiten der PUK, PDK, Komalah oder der PDKI.
Ab 1961 und wieder ab dem Frühjahr 1969 brachen im Irak Revolten zwischen den Regierungstruppen und den seit 1961 gegen die Zentralregierung unter Mustafa Barzani kämpfenden Peschmerga aus. Zwar unterzeichneten Saddam Hussein und der kurdische Führer Molla Mustafa Barzani 1970 einen Friedensvertrag, der den Kurden politische Autonomie gewährte. Die Kämpfe endeten aber erst 1975 mit der Kapitulation der Kurden. Diese Kapitulation seitens der PDK verärgerte weite Teile der kurdischen Bevölkerung und mündete in der Gründung der PUK.
Während des Irakisch-Iranischen Krieges 1980 bis 1988 kontrollierten die Peschmerga erneut einen Großteil der drei kurdischen Provinzen. Nach dem Zweiten Golfkrieg 1991 und der Errichtung der nördlichen Flugverbotszone übernahmen die Peschmerga, im Rahmen der Raperîn, die Kontrolle über die kurdische Region einschließlich größerer Städte wie Sulaimaniyya, Erbil oder Duhok. In der Mitte der 1990er Jahre kam es zum DPK-PUK-Konflikt, der im Jahre 1997 mit einer Einigung endete. Nach dem Irakkrieg und Sturz Saddam Husseins wurden die Peschmerga in die irakische Verfassung mit aufgenommen und als offizielle Armee der Autonomen Region Kurdistan anerkannt. Laut Verfassung dürfen sie auch im restlichen Irak operieren. Dies hängt damit zusammen, dass weite Teile der kurdisch bevölkerten Regionen des Irak derzeit noch nicht offiziell zur Autonomen Region Kurdistan gehören.
Seit 1996 dienen in der Peschmerga auch Frauen. Im Jahr 2007 wurden die Peschmerga-Zeravani, eine militarisierte Gendarmerie, gegründet.
Weiterhin gibt es die Einheit Lexoman Parastin (frei übersetzt Die ihre Leben zum Schutz des Volkes einsetzen), bekannt unter dem geläufigeren Namen Dije Terror (Antiterror). Als militärische Antiterroreinheit kümmern sie sich um bevorstehende Attentate und Anschläge. Im Krieg gegen den Islamischen Staat waren sie in den Regionen Chanaqin und Kirkuk mehrmals im Einsatz.
Der Präsident der Autonomen Region Kurdistan und Oberbefehlshaber der Peschmerga, Masud Barzani, ordnete Ende August 2014 die notwendigen Reformen an, um die Peschmerga unter ein einheitliches Kommando zu stellen. Im Rahmen einer vorangegangenen Untersuchung – aufgrund der schnellen ISIS-Landgewinne – wurde die uneinheitliche Kommandostruktur als größter Mangel festgestellt. Nach Angaben der US-Denkfabrik Washington Institute for Near East Policy waren die Peschmerga zu jenem Zeitpunkt folgendermaßen gruppiert: 33.000 Soldaten, 30.000 bewaffnete Kräfte (die eher mit Polizeikräften vergleichbar und dem kurdischen Innenministerium unterstellt sind) und 70.000 Kämpfer in Kleinverbänden, die mehr oder weniger stark entweder der Demokratischen Partei Kurdistans oder der Patriotischen Union Kurdistans unterstellt sind. Die politische Rivalität der beiden Parteien erschwert immer wieder die Koordination. Speziell im Raum Kirkuk kämpfen sie gegeneinander um die politische Vorherrschaft.

## Ereignisse nach dem Irakkrieg
Die US-Armee hatte Ende Mai 2007 die Sicherung der drei kurdischen Provinzen komplett an die Peschmerga übergeben. Zwischen der kurdischen Regionalregierung, dem kurdischen Oberkommando und den US-Streitkräften wurde ein 30 Seiten umfassender Regelungsvertrag getroffen, der den zukünftigen Status der – heute in Regionalgarde umbenannten – Peschmerga beschreibt.
Die Peschmerga sind für das Haushaltsjahr 2010 als einheitliche Armee geführt; ihre Bezeichnung lautet Kurdische Grenzgarde.
Die exakte Mannstärke ist geheim. Allerdings verlautet aus kurdischen Regierungskreisen, dass die Peschmerga im Gegensatz zu den irakischen Streitkräften in Brigaden unterteilt werden. Es sind 21 Brigaden vorgesehen. Die kurdische Regierung hatte ursprünglich eine Mannstärke von 78.000 Soldaten angestrebt.
Aus den Peschmerga werden darüber hinaus zwei neue irakische Divisionen gebildet, die unter irakischem Kommando stehen.
Weiterhin heißt es, dass die Peschmerga das Recht haben, alle Ausrüstungsgegenstände bis auf Kampfflugzeuge zu beschaffen, unter anderem auch Kampfhubschrauber und Kampfpanzer. Die amerikanischen Streitkräfte werden die Peschmerga in Zukunft ausbilden.

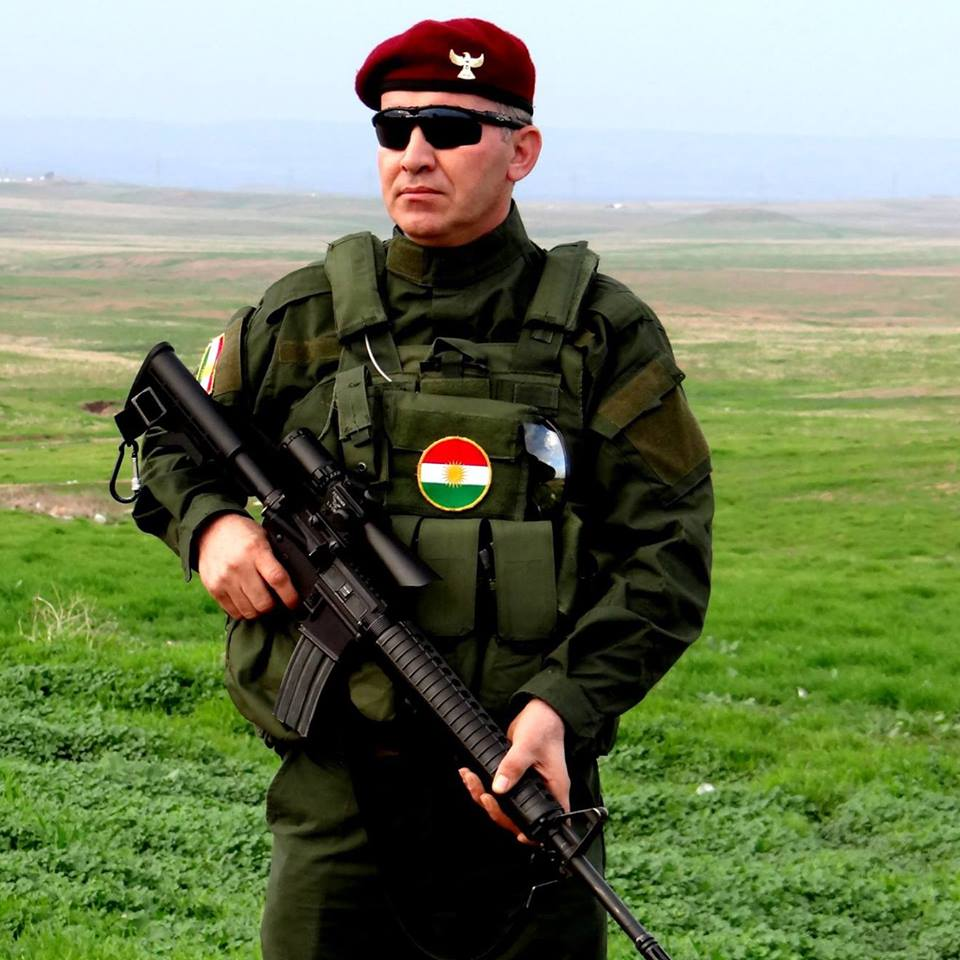
Peschmerga-Soldat mit M16A4

### Konfrontationen mit der Türkei
Nach der Drohung der Türkei Ende 2007, wegen Aktivitäten der PKK in den Nordirak einmarschieren zu wollen, hatte Masud Barzani sofort Tausende von Peschmergas an der Grenze stationiert. Mittlerweile ist die Situation entspannt. Nach der großen türkischen Bodenoffensive im Nordirak hat die Autonomieregierung 2.000 zusätzliche kurdische Kämpfer an die Grenze geschickt.
Laut Fuad Hussein vom Präsidialamt der Kurdenregion im Irak kam es zu einem Feuergefecht zwischen kurdischen Kämpfern und türkischen Streitkräften. Die Sicherheitskräfte der Peschmerga hätten versucht, die Türken daran zu hindern, mit Panzern vorzurücken, sagte er. Dabei sei es zu einem Feuergefecht gekommen. „Diese Berichte sind absolut unwahr und sollen die öffentliche Meinung manipulieren“, behauptete der türkische Generalstab. Auch ein Sprecher der Peschmerga dementierte Husseins Darstellung. Es habe keine Kämpfe mit türkischen Truppen gegeben, sagte er.

### Konfrontationen mit dem Iran
In der Vergangenheit kam es des Öfteren auch zu Auseinandersetzungen zwischen kurdischen Peschmerga und der Iranischen Revolutionsgarde. Auftakt der bewaffneten Auseinandersetzungen im Jahre 2007 war der gewaltsame Tod von zehn kurdischen Demonstranten in Marivan. Im August 2007 starteten die Streitkräfte des Iran eine größere Offensive gegen die Präsenz der PJAK im Nordirak und nahmen Lager der PJAK und kurdische Dörfer unter Artilleriebeschuss. Der Iran hatte keine offizielle Erklärung über Operationen im Irak abgegeben. Protest kam von der kurdischen Regionalregierung der Autonomen Region Kurdistans. Die iranische Regierung will mit dem Bau einer Sperrmauer am Grenzübergang zum Irak die PJAK aus dem Iran heraushalten.

### Konfrontationen mit dem Irak
Im Oktober 2017 überrannte die irakische Armee mit verbündeten Schiiten Milizen überraschend Kirkuk, nachdem der irakische Premierminister Haider al-Abadi die Offensive als Reaktion auf das vorherige Unabhängigkeitsreferendum der Kurden angekündigt hatte.
Obwohl zunächst gut aufgestellt, flohen die Peschmerga beim Beginn der Kämpfe zusammen mit etwa einer halben Million Menschen aus der Stadt.

### Verteidigung gegen IS-Truppen und Sieg über den IS in Sindschar

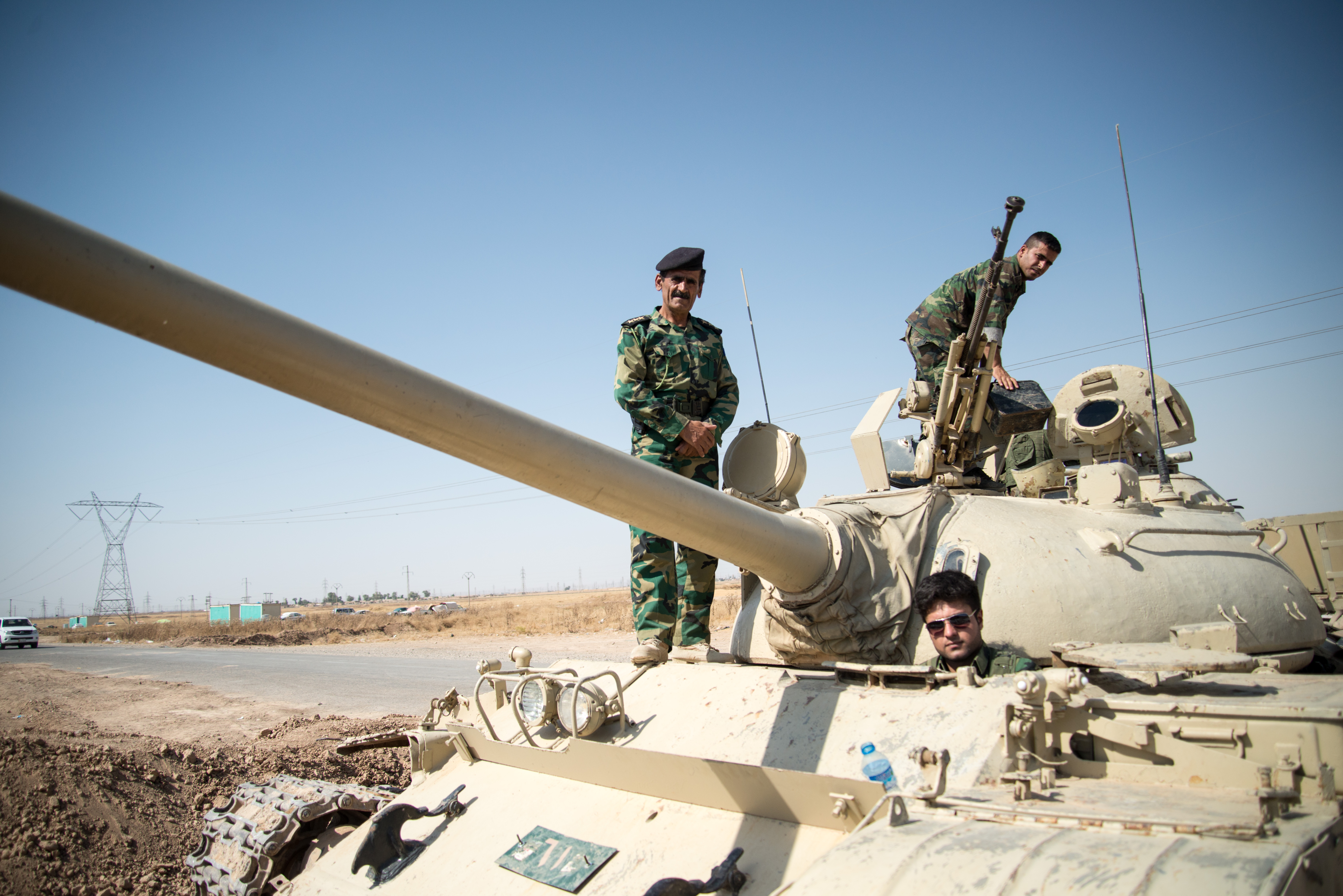
Peschmerga auf einem T-55 außerhalb Kirkuks im Juni 2014

Die Peschmerga sicherten im Juni 2014 nach der Flucht irakischer Truppen die Regionen um Kirkuk und nördliche Teile von Mossul vor Angriffen des IS. Die Einheiten handelten auf direkten Befehl der Regierung der Autonomen Region Kurdistan. Über die Grenzen dieser Region rückten die Peschmerga in die umstrittenen Landesteile des Irak vor, sodass diese Regionen nun de facto zum kurdischen Autonomiegebiet zählen.
Seit Juni 2014 kämpfen Peschmerga der PUK, verstärkt durch Kämpfer der PYD und PKK und unterstützt durch Angriffe der irakischen Luftwaffe, im Raum Chanaqin gegen den IS. Dort bekämpfen auch schiitische Milizen den IS, der in der Bevölkerung Angst und Schrecken verbreitet.
Von Rojava aus konnten sich dann die bewaffnete Milizen der kurdischen Partei PYD, die YPG, einen Korridor bis nach Sindschar erkämpfen und so einen Fluchtweg für die kurdische Minderheit ermöglichen. Dies war vor allem auch dadurch möglich, dass die Einheiten der PYD bereits jahrelange Erfahrung im Kampf gegen den IS und andere terroristische Gruppierungen hatten. Im Anschluss an den Rückzug der Peschmerga sammelten sich selbige im sicheren Autonomen Gebiet und marschierten kurz darauf wieder Richtung Sindschar, um die Region gemeinsam mit der YPG zu befreien. Hierbei kamen dann auch modernere Waffen aus Deutschland und anderen westlichen Staaten zum Einsatz.
Seit Beginn der Kämpfe im Juni 2014 wurden mehr als 5.500 Peschmerga verletzt und mehr als 1.500 getötet (Stand: Juli 2015), wobei ca. 70 % der Fälle auf Unkonventionelle Spreng- oder Brandvorrichtungen (IEDs) zurückzuführen sind.
Mitte November 2015 startete die kurdische Armee die bisher größte Bodenoffensive des Nahen Ostens gegen den IS. Hierbei wurden vor allem die Gebiete um das Sindschargebirge befreit, darunter auch Teile der für die kurdische Religionsminderheit der Jesiden wichtigen Stadt Şengal. Die Stadt Şengal ist seitdem stark umkämpft. Schließlich gelang den Peschmerga-Einheiten mit einer mehrmonatig vorbereiteten Operation, unter alliierter Luftunterstützung, am 12. und 13. November 2015 die komplette Befreiung Sindschars. Dies stellte einen weiteren wichtigen strategischen, zudem moralischen und psychologischen Sieg über den IS dar. Seither proklamiert die kurdische Regionalregierung (KRG) die Stadt Sindschar als Teil der Autonomen Region Kurdistan. Die USA sagten beim Wiederaufbau der Stadt Unterstützung für die KRG zu.

#### Kritik
Die Menschenrechtsorganisationen Human Rights Watch und Amnesty International sowie ein diplomatischer Beobachter werfen den Peschmerga vor, in von der Regierung Irakisch-Kurdistans beanspruchten umstrittenen Gebieten unter dem Deckmantel des Kampfes gegen den IS gezielt und systematisch arabische Siedlungen zu zerstören und die Bewohner mit dem Ziel zu vertreiben, die Gebiete kurdisch und ein in der irakischen Verfassung festgelegtes Referendum obsolet zu machen. Das hätte bis Ende 2007 über die Zukunft der Gebiete entscheiden sollen, wurde aber nie durchgeführt. Die kurdische Regionalregierung bestreitet die Vorwürfe vehement und behauptet, die Maßnahmen seien militärisch notwendig gewesen, da der IS die Häuser mit Sprengfallen präpariert habe.
Der Rückzug der Peschmerga aus Sindschar 2014 stieß auf Kritik bei der örtlichen Bevölkerung sowie ausländischen Beobachtern. Nach Ansicht einiger Betroffener sind die Peschmerga dadurch für den Massenmord an den Jesiden mitverantwortlich.
Einige der an die Peschmerga gelieferten Waffen, darunter deutsche G-36-Gewehre, sollen auf Waffenmärkten der Region aufgetaucht und dem IS in die Hände gefallen sowie gegen rivalisierende jesidische Milizen eingesetzt worden sein.
Laut Human Rights Watch ermordeten Angehörige der Peschmerga zwischen dem 28. August und dem 3. September 2017 hunderte männliche Gefangene und vergruben die Leichen in einem Massengrab. Die irakischen und ausländischen mutmaßlichen IS-Kämpfer waren zuvor in einer Schule in Sahel al-Maliha inhaftiert. Von dort wurden sie in ein Gefängnis in Schiglia überführt, bevor sie an zwei Stätten nahe Zumar gebracht worden seien, um dort ermordet zu werden. Der Vertreter der kurdischen Autonomieregion, Dindar Sebari, bestritt die Vorgänge.

## Einsätze der Peschmerga
Eine Auflistung der Peschmerga-Einsätze. Die Jahreszahlen stehen für die tatsächliche Einsatzzeit der Peschmerga, nicht für die Dauer der jeweiligen Schlacht oder des jeweiligen Krieges.

### Abgeschlossene Einsätze
- Erster Golfkrieg in den Jahren 1980–1988
- Operation Morgenröte in den Jahren 1983–1988
- Operation Morgenröte 2 im Jahre 1983
- Operation Morgenröte 4 im Jahre 1983
- Zweiter Golfkrieg im Jahre 1991
- Raperîn im Jahre 1991
- Dritter Golfkrieg, insbesondere die Schlachten um Mossul und Kirkuk[52] im Jahre 2003
- Operation Phantom Phoenix im Jahre 2008
- Belagerung von Amerli im Jahre 2014
- Schlacht um Scharaf ad-Din in den Jahren 2014–2015
- Kampf um Kobanê in den Jahren 2014–2015
- Schlacht um Zumar in den Jahren 2014–2015
- Operation Free Shingal im November 2015

### Laufende Einsätze
- Irakkrise nach US-Abzug seit 2011
- Irakkrise seit 2011
- Syrischer Bürgerkrieg seit 2014

## Ausrüstung

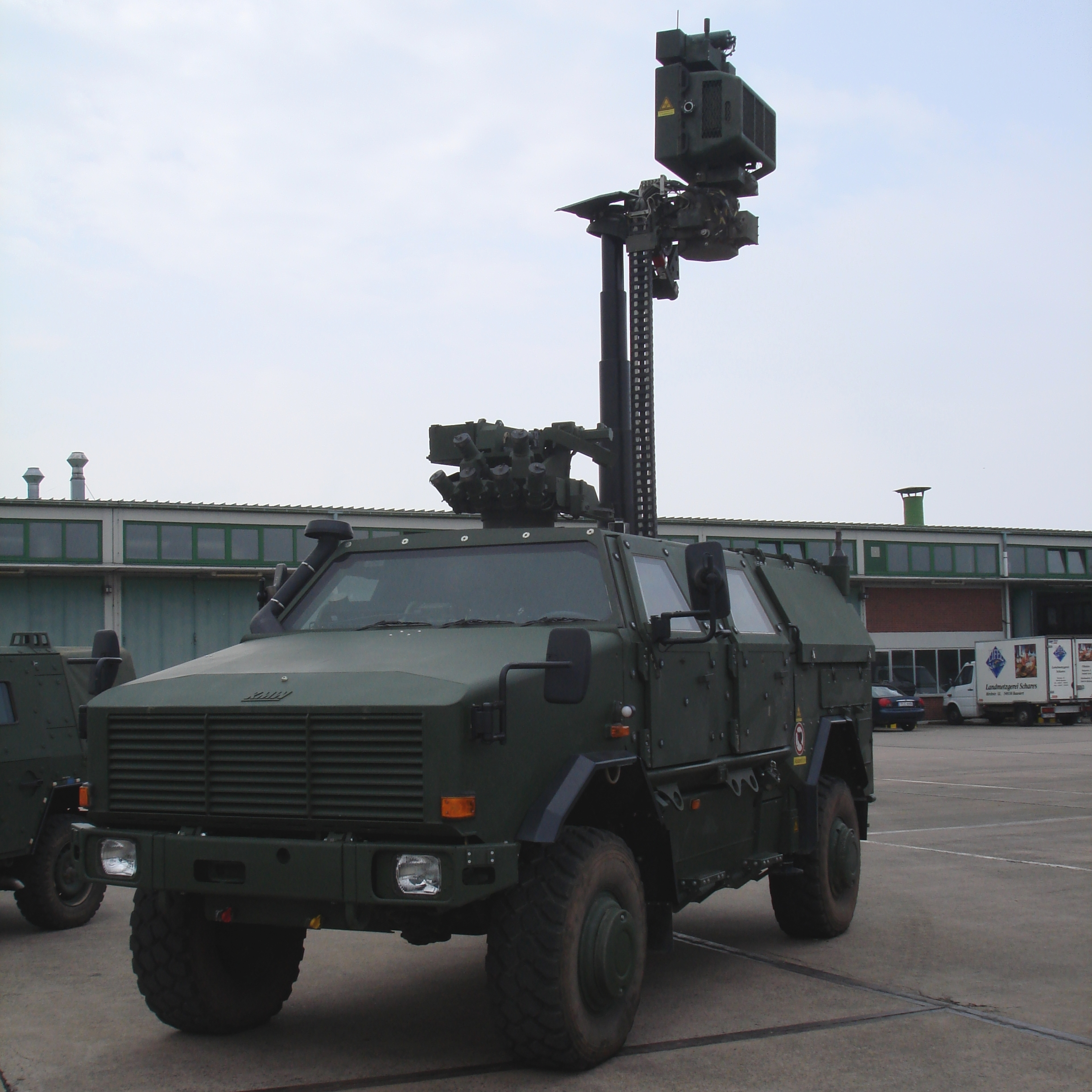
2016 wurden von der Bundeswehr mehrere Dingos an die kurdischen Streitkräfte geliefert

Typisch war lange Zeit eine traditionelle Kleidung, zu der weite Lodenhosen gehörten, häufig ein gelber Stoffgürtel sowie farbenfrohe Schärpen. Diese wurde allerdings sukzessive von modernen Camouflageuniformen ersetzt, die durch ihre Tarneigenschaften im Vergleich zur alten Kleidung einen echten, potenziell lebensrettenden Mehrwert bieten; diese Anzüge werden von Männern wie Frauen gleichermaßen getragen.
Die Peschmerga stützten sich hauptsächlich auf alte Ausrüstung, die noch aus dem ehemaligen Ostblock stammt. Dies gilt für gepanzerte Fahrzeuge, Artillerie und Maschinengewehre des Typs DSchK ebenso wie für die Gewehre der Soldaten. Eine Ausnahme stellen die MP5 und das G3 von Heckler & Koch dar, das aber keine so weite Verbreitung gefunden hat wie die AK-47/74. In den letzten Jahren rüsteten sich die Peschmerga mit Hilfe der Vereinigten Staaten auf und kamen auch in den Besitz von Kampffahrzeugen und Panzern (T-72, T-55). Seit neuestem befinden sich auch US-amerikanische und moderne russische Systeme im Besitz der Peschmerga, unter anderem M16, M82, Humvees und 9K310 Igla-1 sowie 9K38 Igla.
Aus amerikanischen Quellen geht hervor, dass die Peschmerga über folgende Ausrüstung verfügen:
- einige hundert PT-76-Panzer
- zwischen 150 und 450 T-72- und T-55-Kampfpanzer
- mehrere zehntausend M-16-Gewehre
- eine unbekannte Zahl 105-mm-Artillerie des Typs M101
- zudem eine unbekannte Zahl BMP-1-Schützenpanzer

Ab Herbst 2014 lieferte Deutschland neben leichten Boden-Boden-Panzerabwehrlenkwaffen des Typs MILAN (60 Stück mit 1.000 Lenkwaffen), weiteren Gewehren des Typs G3 (12.000 Stück), Gewehren des Typs G36 (geplant 8.000 Stück) auch Maschinengewehre des Typs MG3 (50 Stück), die Panzerfaust 3 (400 Stück) und ältere Pistolen des Typs P1 (8.000 Stück).
Nach Angaben eines Sprechers des deutschen Bundesverteidigungsministeriums erfolgte am 16. August 2016 eine erneute Waffenlieferung nach Erbil. Insgesamt wurden 70 Tonnen Rüstungsgüter, darunter 1.500 Sturmgewehre HK G36, 100 Panzerabwehrlenkraketen vom Typ MILAN und drei gepanzerte Fahrzeuge vom Typ Dingo 1 geliefert.

### Kleinwaffen
| Name                          | Herkunft           | Typ                      | Kaliber                    | Anmerkung                                         |               |               |
| NATO-Standard                 | NATO-Standard      | NATO-Standard            | NATO-Standard              | NATO-Standard                                     | NATO-Standard | NATO-Standard |
| ----------------------------- | ------------------ | ------------------------ | -------------------------- | ------------------------------------------------- | ------------- | ------------- |
| Walther P1                    | Deutschland        | Pistole                  | 9 × 19 mm                  | 8.000 geliefert von Deutschland                   |               |               |
| MP5                           | Deutschland        | Maschinenpistole         | 9 × 19 mm                  |                                                   |               |               |
| M4A1                          | Vereinigte Staaten | Karabiner                | 5,56 × 45 mm               |                                                   |               |               |
| HS Produkt VHS                | Kroatien           | Sturmgewehr              | 5,56 × 45 mm               | 20.000 gekauft von Kroatien                       |               |               |
| G36                           | Deutschland        | Sturmgewehr              | 5,56 × 45 mm               | 12.000 geliefert von Deutschland                  |               |               |
| M16 (Gewehr)                  | Vereinigte Staaten | Sturmgewehr              | 5,56 × 45 mm               |                                                   |               |               |
| Heckler & Koch G3A3           | Deutschland        | Sturmgewehr              | 7,62 × 51 mm               | 12.000 geliefert von Deutschland                  |               |               |
| MG3                           | Deutschland        | Maschinengewehr          | 7,62 × 51 mm               | 50 von Deutschland und 100 von Italien            |               |               |
| Browning M2                   | Vereinigte Staaten | schweres Maschinengewehr | 12,7 × 99 mm               | 100 von Italien                                   |               |               |
| M40 (Gewehr)                  | Vereinigte Staaten | Scharfschützengewehr     | 7,62 × 51 mm               |                                                   |               |               |
| M24 (Gewehr)                  | Vereinigte Staaten | Scharfschützengewehr     | 7,62 × 51 mm               |                                                   |               |               |
| Barrett M82A1                 | Vereinigte Staaten | Scharfschützengewehr     | 12,7 × 99 mm               |                                                   |               |               |
| Sowjet-Standard               |                    |                          |                            |                                                   |               |               |
| Makarow (Pistole)             | Sowjetunion        | Pistole                  | 9 × 18 mm                  |                                                   |               |               |
| Zastava M92                   | Serbien            | Karabiner                | 7,62 × 39 mm               |                                                   |               |               |
| Zastava M93                   | Serbien            | Scharfschützengewehr     | 12,7 × 108 mm 12,7 × 99 mm |                                                   |               |               |
| AK-47                         | Sowjetunion        | Sturmgewehr              | 7,62 × 39 mm               | Standardgewehr der Peschmerga                     |               |               |
| AKM                           | Sowjetunion        | Sturmgewehr              | 7,62 × 39 mm               | Standardgewehr der Peschmerga                     |               |               |
| Samopal vz. 58                | Tschechoslowakei   | Sturmgewehr              | 7,62 × 39 mm               | 6.000 geliefert an Irakische Armee und Peschmerga |               |               |
| RPK (Maschinengewehr)         | Sowjetunion        | leichtes Maschinengewehr | 7,62 × 39 mm               |                                                   |               |               |
| PK (Maschinengewehr)          | Sowjetunion        | Maschinengewehr          | 7,62 × 54 mm R             |                                                   |               |               |
| DSchK                         | Sowjetunion        | schweres Maschinengewehr | 12,7 × 108 mm              |                                                   |               |               |
| Tabuk Sniper Rifle            | Irak               | Scharfschützengewehr     | 7,62 × 39 mm               |                                                   |               |               |
| Dragunow-Scharfschützengewehr | Sowjetunion        | Scharfschützengewehr     | 7,62 × 54 mm R             |                                                   |               |               |

### Panzerabwehr
| Name                        | Herkunft                      | Typ                   | Kaliber | Anmerkung |
| --------------------------- | ----------------------------- | --------------------- | ------- | --------- |
| RPG-7                       | Sowjetunion                   | reaktive Panzerbüchse | 40 mm   |           |
| Panzerfaust 3               | Deutschland                   | Panzerabwehrhandwaffe | 60 mm   | 400 Stück |
| AT4                         | Schweden / Vereinigte Staaten | Panzerabwehrhandwaffe | 84 mm   |           |
| FFV Carl Gustaf             | Schweden / Deutschland        | reaktive Panzerbüchse | 84 mm   | 40 Stück  |
| BGM-71 TOW                  | Vereinigte Staaten            | Panzerabwehrlenkwaffe | 152 mm  |           |
| MILAN                       | Frankreich / Deutschland      | Panzerabwehrlenkwaffe | 115 mm  | 60 Stück  |
| Rückstoßfreies Geschütz M40 | Vereinigte Staaten            | tragbares Geschütz    | 105 mm  |           |

### Mörser
| Name                         | Herkunft               | Typ                   | Kaliber | Anmerkung |
| ---------------------------- | ---------------------- | --------------------- | ------- | --------- |
| 2B9                          | Sowjetunion            | Mörser                | 82 mm   |           |
| M224                         | Vereinigte Staaten     | leichter Granatwerfer | 60 mm   |           |
| M252                         | Vereinigtes Königreich | mittlere Mörser       | 81 mm   |           |
| M-29                         | Vereinigte Staaten     | Mörser                | 81 mm   |           |
| 122-mm-Haubitze M1938 (M-30) | Sowjetunion            | mittlere Feldhaubitze | 120 mm  |           |

### Tragbare Flugabwehrsysteme
| Name          | Herkunft    | Typ                             | Kaliber | Anmerkung |
| ------------- | ----------- | ------------------------------- | ------- | --------- |
| 9K32 Strela-2 | Sowjetunion | Man Portable Air Defense System | 72 mm   |           |
| 9K310 Igla-1  | Sowjetunion | Man Portable Air Defense System | 72 mm   |           |
| 9K38 Igla     | Sowjetunion | Man Portable Air Defense System | 72 mm   |           |

### Fahrzeuge
| Name                                    | Herkunft           | Typ                             | Anzahl | Anmerkung                                                                       |
| --------------------------------------- | ------------------ | ------------------------------- | ------ | ------------------------------------------------------------------------------- |
| T-72                                    | Sowjetunion        | Kampfpanzer                     | < 30   | seit 2003 im Dienst                                                             |
| T-62                                    | Sowjetunion        | Kampfpanzer                     | 170    | 170 im aktiven Dienst                                                           |
| T-55                                    | Sowjetunion        | Kampfpanzer                     | 95/215 | 95 im aktiven Dienst, 120 brauchen eine Generalüberholung                       |
| PT-76                                   | Sowjetunion        | Leichter Schwimmpanzer          | < 70   | seit 2003 im Dienst                                                             |
| BMP-1                                   | Sowjetunion        | Schützenpanzer                  | < 30   | seit 2003 im Dienst                                                             |
| MT-LB                                   | Sowjetunion        | Truppentransporter              | < 80   | seit 2003 im Dienst                                                             |
| ATF Dingo                               | Deutschland        | Spähfahrzeug                    | 19     | 20 von Deutschland geliefert, 1 zerstört                                        |
| Mine Resistant Ambush Protected Vehicle | Vereinigte Staaten | Hinterhalt-geschütztes Fahrzeug | ~ 150  | übernommen von flüchtenden irakischen Truppen 2014 & Lieferung aus den USA 2016 |
| M1117 Guardian Armored Security Vehicle | Vereinigte Staaten | Truppentransportpanzer          | < 45   | übernommen von flüchtenden irakischen Truppen 2014                              |
| BRDM-2                                  | Sowjetunion        | Spähpanzer                      | < 10   | seit 2003 im Dienst                                                             |

### Logistikfahrzeuge
| Name                                       | Herkunft           | Typ                                                 | Anzahl | Anmerkung                 |
| ------------------------------------------ | ------------------ | --------------------------------------------------- | ------ | ------------------------- |
| Ural-5323                                  | Russland           | schweres vierachsiges Geländefahrzeug (8 × 8, 10 t) |        |                           |
| Mercedes-Benz Atego                        | Deutschland        | Lastkraftwagen (4 × 4, 5 t)                         | 5-25   | gekauft von Deutschland   |
| GAZ-33097                                  | Russland           | Lastkraftwagen (4 × 4, 2 t)                         |        |                           |
| GAZ-66                                     | Sowjetunion        | Lastkraftwagen (4 × 4, 2 t)                         |        |                           |
| Unimog                                     | Deutschland        | Kleinlastkraftwagen (4 × 4, 2 t)                    | 40     | geliefert von Deutschland |
| Unimog                                     | Deutschland        | Sanitätskraftwagen (4 × 4, 2 t)                     | 10     | geliefert von Deutschland |
| High Mobility Multipurpose Wheeled Vehicle | Vereinigte Staaten | geländegängiges Fahrzeug                            |        |                           |
| Wolf                                       | Deutschland        | Militärfahrzeug                                     | 60     | geliefert von Deutschland |
| Toyota Land Cruiser                        | Japan              | Geländewagen                                        |        |                           |

### Artillerie
| Name                                | Herkunft            | Typ                         | Anzahl | Anmerkung |
| ----------------------------------- | ------------------- | --------------------------- | ------ | --------- |
| 2S1                                 | Sowjetunion         | Selbstfahrlafette           |        |           |
| BM-21                               | Sowjetunion         | Mehrfachraketenwerfersystem |        |           |
| Typ 63 (107 mm MLR)                 | Volksrepublik China | Mehrfachraketenwerfer       |        |           |
| 155-mm-Howitzer M198                | Vereinigte Staaten  | Haubitze                    |        |           |
| 122-mm-Haubitze D-30 (2A18)         | Sowjetunion         | Haubitze                    |        |           |
| 122-mm-Haubitze M1938 (M-30)        | Sowjetunion         | Haubitze                    |        |           |
| 152-mm-Kanonenhaubitze M1955 (D-20) | Sowjetunion         | Haubitze                    |        |           |

### Luftabwehr
| Name          | Herkunft            | Typ        | Anzahl | Anmerkung |
| ------------- | ------------------- | ---------- | ------ | --------- |
| 20mm Mle F2   | Frankreich          | Flugabwehr |        |           |
| SU-23-2       | Sowjetunion         | Flugabwehr |        |           |
| KS-30         | Sowjetunion         | Flugabwehr |        |           |
| Typ 63 (Flak) | Volksrepublik China | Flugabwehr |        |           |

### Hubschrauber
| Name                    | Herkunft           | Typ                                                 | Anzahl      | Anmerkung                                  |
| ----------------------- | ------------------ | --------------------------------------------------- | ----------- | ------------------------------------------ |
| Bell 206                | Vereinigte Staaten | Mehrzweckhubschrauber                               |             |                                            |
| Bell OH-58 Kiowa        | Vereinigte Staaten | Kampfzonenaufklärer- und Zielzuweisungshubschrauber | 17          |                                            |
| Schweizer S-333         | Vereinigte Staaten | Mehrzweckhubschrauber                               |             |                                            |
| Bell UH-1               | Vereinigte Staaten | Mehrzweckhubschrauber                               |             |                                            |
| MD 530F                 | Vereinigte Staaten | Mehrzweckhubschrauber                               | 12 bestellt | Kann abweichen um das 2-3fache; Stand 2020 |
| MD Helicopters Explorer | Vereinigte Staaten | Mehrzweckhubschrauber                               | 2 bestellt  |                                            |
| Mil Mi-17               | Sowjetunion        | Transporthubschrauber                               | 10          | geliehen vom Irak                          |
| Eurocopter EC 120       | Frankreich         | Mehrzweckhubschrauber                               |             |                                            |
| Eurocopter EC 135       | Deutschland        | Mehrzweckhubschrauber                               |             |                                            |